# Золотопромислове акціонерне товариство "Алтай"

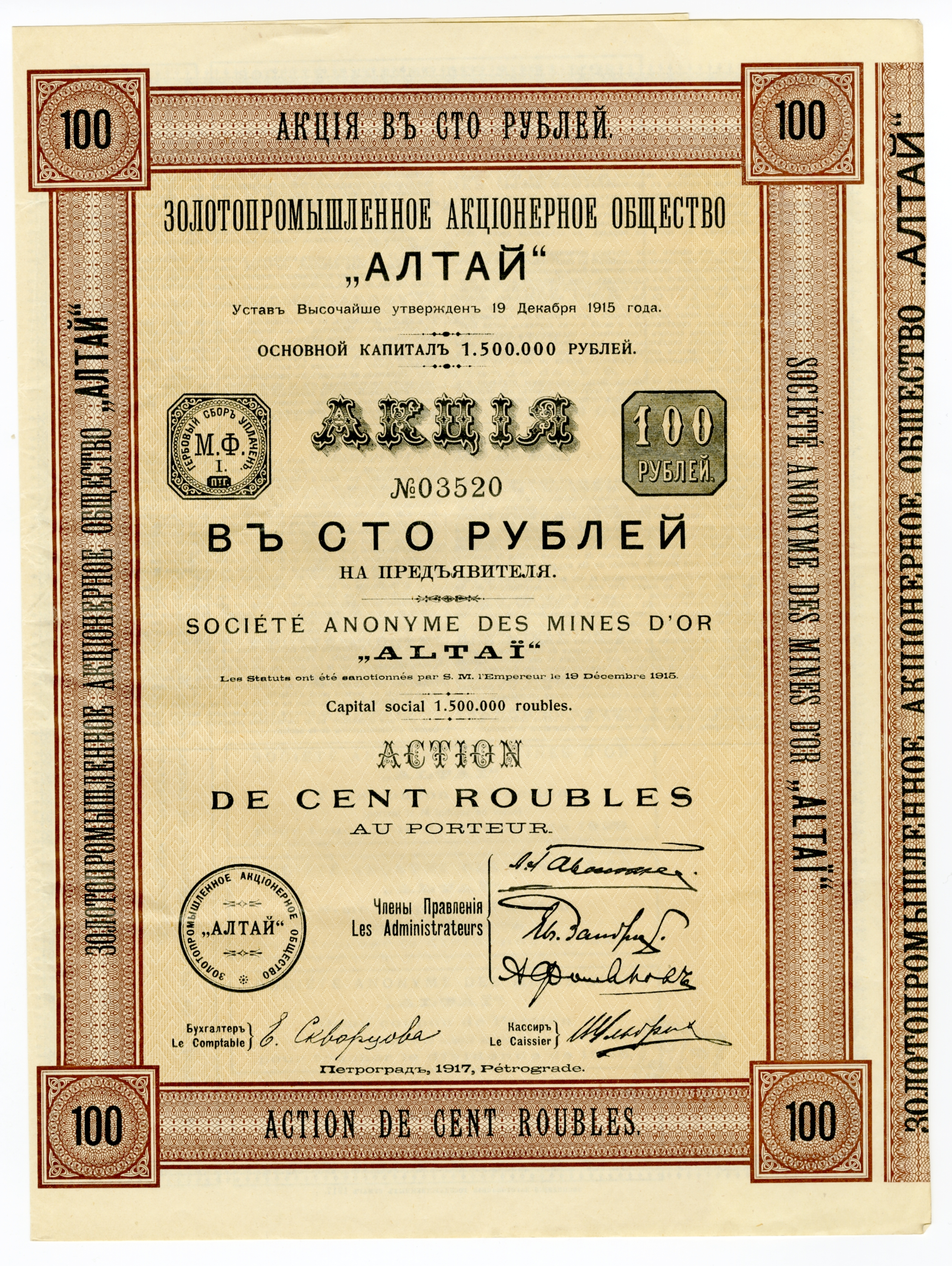
Акція товариства сто карбованців на пред'явника

Золотопромислове акціонерне товариство "Алтай" — російське золотодобувне підприємство, що існувало в 1915-1918. Правління, до складу якого входили голова і п'ять директорів, знаходилося в Петрограді, видобуток золота велася в Семипалатинській та Тургайській областях.
Статут Товариства з основним капіталом 1,5 млн руб. був найвище затверджений 19 грудня 1915, а вже 7 червня 1916 компанія приступила до роботи. Початковою метою товариства було придбання та використання підприємств золоторозвідки та золотовидобування, що належали торговому дому «В. М. Фоняков і Ко» в Усть-Каменогорському та Зайсанському повітах Семипалатинської області (територія нинішньої Східно-Казахстанської області республіки Казахстан.
Незадовго до Жовтневої соціалістичної революції в 1917 товариство придбало у золотопромисловця Зайцева копальні в Кустанайському повіті Тургайської області, на яких було зведено золотовидобувний завод. Загалом на рудниках товариства щорічно добувалося близько 25 пудів (409,5 кг) золота.
Головою правління був Л. Р. Гавеман , що водночас був головним керуючим сім'ї князів Юсупових.
Всі активи товариства націоналізовані відповідним декретом РНК РРФСР 28 червня 1918 - воно було згадано в числі «найбільших підприємств» у списку націоналізації.